# Bolgheri (Wein)
Mit dem Namen Bolgheri DOC werden italienische Rot-, Rosé- und Weißweine aus dem Ortsteil Bolgheri der Gemeinde Castagneto Carducci in der Provinz Livorno, Toskana bezeichnet. Die Weine besitzen seit dem Jahr 1983 eine „kontrollierte Herkunftsbezeichnung“ (Denominazione di origine controllata – DOC), die zuletzt am 7. März 2014 aktualisiert wurde.

## Erzeugung
Für die wichtigsten Typen schreibt die Denomination folgende Rebsorten vor:
- Bolgheri Bianco: Muss 0–70 % Vermentino, 0–40 % Sauvignon und 0–40 % Trebbiano Toscano enthalten. Höchstens 30 % andere weiße Rebsorten, die für den Anbau in der Region Toskana zugelassen sind, dürfen – einzeln oder gemeinsam – zugesetzt werden.
- Bolgheri Rosso und Bolgheri Rosato: 0–100 % Cabernet Sauvignon, 0–100 % Merlot, 0–100 % Cabernet Franc, 0–50 % Syrah, 0–50 % Sangiovese dürfen enthalten sein. Höchstens 30 % andere rote Rebsorten, die für den Anbau in der Region Toskana zugelassen sind, dürfen – einzeln oder gemeinsam –  zugesetzt werden.
- Bei den folgenden Weinen müssen mindestens 85 % der genannten Rebsorte enthalten sein. Höchstens 15 % andere analoge Rebsorten, die für den Anbau in der Region Toskana zugelassen sind, dürfen zugesetzt werden.
  - Bolgheri Vermentino
  - Bolgheri Sauvignon

## Anbau
Anbau und Vinifikation dieser Weine sind nur gestattet in der Gemeinde Castagneto Carducci in der Provinz Livorno.
2016 wurden von 999 ha Rebfläche 57.978 hl DOC-Wein erzeugt – einschließlich Sassicaia.